# Phascolarctidae
Famille
Les phascolarctidés (Phascolarctidae) sont une famille de mammifères marsupiaux de l'ordre des Diprotodontes. La seule espèce survivante de cette famille est le koala (Phascolarctos cinereus), mais les espèces fossiles de cette famille sont également appelées des koalas, au sens large.

## Classification
La famille des phascolarctidés comprend au moins cinq genres :
- ? Genre Cundokoala
  - † Cundokoala yorkensis
- ? Genre Nimiokoala
  - † Nimiokoala greystanesi
- Genre Madakoala
  - † Madakoala robustus
  - † Madakoala wellsi
  - † Madakoala devisi
- Genre Litokoala
  - † Litokoala kutjamarpensis
  - † Litokoala Kanunkaensis
- Genre Koobor
  - † Koobor jimbarrati
  - † Koobor notabilis
- Genre Perikoala
  - † Perikoala palankarinnica
  - † Perikoala robustus
- Genre Phascolarctos
  - † Phascolarctos maris
  - Phascolarctos cinereus - Koala
  - † Phascolarctos stirtoni - Koala géant